# Copa CECAFA 2010
La Copa CECAFA del 2010 fue la edición número 34 del campeonato de la región del África del Este.
Todos los partidos se jugaron en Dar Es Salaam del 27 de noviembre hasta el 12 de diciembre.

## Información
- Eritrea y  Yibuti no se inscribieron para participar el torneo; el primero porque no tenía equipo para afrontar los partidos y el segundo por miedo a ser goleado.[cita requerida]

## Grupo A
| Equipo   | Pts | Pld | W | D | L | GF | GA | GD  |
| -------- | --- | --- | - | - | - | -- | -- | --- |
| Zambia   | 7   | 3   | 2 | 1 | 0 | 7  | 0  | +7  |
| Tanzania | 6   | 3   | 2 | 0 | 1 | 5  | 1  | +4  |
| Burundi  | 4   | 3   | 1 | 1 | 1 | 2  | 2  | 0   |
| Somalia  | 0   | 3   | 0 | 0 | 3 | 0  | 11 | -11 |

| 27 de noviembre de 2010, 14:00 | Tanzania | 0:1 (0:1) | Zambia              | Estadio Benjamin Mkapa, Dar Es Salaam |                                |
|                                |          |           | Kennedy Mudenda 24' | Asistencia: 12200 espectadores        | Asistencia: 12200 espectadores |

| 28 de noviembre de 2010, 14:00 | Burundi                                        | 2:0 (1:0) | Somalia | Estadio Uhuru, Dar Es Salaam |  |
|                                | Claude Nahimana 18' · Jean Paul Habarugira 72' |           |         |                              |  |

| 30 de noviembre de 2010, 14:00 | Zambia | 0:0 | Burundi | Estadio Benjamin Mkapa, Dar Es Salaam |  |
|                                |        |     |         | Árbitro(s): Davis Omweno (Kenia)      |  |

| 30 de noviembre de 2010, 16:00 | Tanzania                                                    | 3:0 (1:0) | Somalia | Estadio Benjamin Mkapa, Dar Es Salaam |                                      |
|                                | Henry Joseph 41' (pen.) · John Boko 77' · Nurdin Bakari 89' |           |         | Árbitro(s): Salomon Bamlak (Etiopía)  | Árbitro(s): Salomon Bamlak (Etiopía) |

| 3 de diciembre de 2010, 14:00 | Somalia | 0:6 (0:4) | Zambia                                                                         | Estadio Benjamin Mkapa, Dar Es Salaam |                                  |
|                               |         |           | Felix Sunzu 25' 27' 43' 50' (pen.) · Allan Mukuka 29' · Venancious Mapende 81' | Árbitro(s): Davis Omweno (Kenia)      | Árbitro(s): Davis Omweno (Kenia) |

| 4 de diciembre de 2010, 16:00 | Tanzania              | 2:0 (1:0) | Burundi | Estadio Benjamin Mkapa, Dar Es Salaam |  |
|                               | Nurdin Bakari 12' 77' |           |         |                                       |  |

## Grupo B
| Equipo          | Pts | Pld | W | D | L | GF | GA | GD |
| --------------- | --- | --- | - | - | - | -- | -- | -- |
| Costa de Marfil | 6   | 3   | 2 | 0 | 1 | 5  | 2  | +3 |
| Ruanda          | 5   | 3   | 1 | 2 | 0 | 2  | 1  | +1 |
| Zanzíbar        | 4   | 3   | 1 | 1 | 1 | 2  | 1  | +1 |
| Sudán           | 1   | 3   | 0 | 1 | 2 | 0  | 5  | -5 |

| 28 de noviembre de 2010, 14:00 | Sudán | 0:2 (0:1) | Zanzíbar                | Estadio Benjamin Mkapa, Dar Es Salaam |                               |
|                                |       |           | Ahmed Ali Salum 11' 66' | Asistencia: 3000 espectadores         | Asistencia: 3000 espectadores |

| 28 de noviembre de 2010, 16:00 | Ruanda                              | 2:1 (1:1) | Costa de Marfil     | Estadio Benjamin Mkapa, Dar Es Salaam |  |
|                                | Daddy Birori 44' · Peter Kagabo 77' |           | Fabrice Kouadio 19' |                                       |  |

| 1 de diciembre de 2010, 14:00 | Sudán | 0:0 | Ruanda | Estadio Benjamin Mkapa, Dar Es Salaam                              |  |
|                               |       |     |        | Asistencia: 5200 espectadores Árbitro(s): Ramadhan Kibo (Zanzíbar) |  |

| 1 de diciembre de 2010, 16:00 | Costa de Marfil | 1:0 (0:0) | Zanzíbar | Estadio Benjamin Mkapa, Dar Es Salaam |                                  |
|                               | Kipre Bolou 62' |           |          | Árbitro(s): Dennis Bate (Ruanda)      | Árbitro(s): Dennis Bate (Ruanda) |

| 3 de diciembre de 2010, 16:00 | Zanzíbar | 0:0 | Ruanda | Estadio Benjamin Mkapa, Dar Es Salaam |  |
|                               |          |     |        | Árbitro(s): Ali Kilyango (Uganda)     |  |

| 5 de diciembre de 2010, 14:00 | Costa de Marfil                           | 3:0 (1:0) | Sudán | Estadio Benjamin Mkapa, Dar Es Salaam |  |
|                               | Zoumana Kone 36' · Kipre Tchetche 59' 77' |           |       |                                       |  |

## Grupo C
| Equipo  | Pts | Pld | W | D | L | GF | GA | GD |
| ------- | --- | --- | - | - | - | -- | -- | -- |
| Uganda  | 7   | 3   | 2 | 1 | 0 | 5  | 2  | +3 |
| Malaui  | 5   | 3   | 1 | 2 | 0 | 5  | 4  | +1 |
| Etiopía | 4   | 3   | 1 | 1 | 1 | 4  | 4  | 0  |
| Kenia   | 0   | 3   | 0 | 0 | 3 | 3  | 6  | -3 |

| 29 de noviembre de 2010, 14:00 | Etiopía             | 1:2 (1:1) | Uganda                                       | Estadio Benjamin Mkapa, Dar Es Salaam |  |
|                                | Shimelis Bekele 25' |           | Simeon Masaba 35' (pen.) · Henry Kisseka 46' |                                       |  |

| 29 de noviembre de 2010, 16:00 | Malawi                                   | 3:2 (2:2) | Kenia                               | Estadio Benjamin Mkapa, Dar Es Salaam |  |
|                                | Victor Nyirenda 1' · David Banda 27' 81' |           | John Baraza 34' · Fred Ajwang 45+2' |                                       |  |

| 2 de diciembre de 2010, 14:00 | Uganda           | 1:1 (0:1) | Malawi             | Estadio Benjamin Mkapa, Dar Es Salaam |                               |
|                               | Emanuel Okwi 81' |           | Victor Nyirenda 1' | Asistencia: 8000 espectadores         | Asistencia: 8000 espectadores |

| 2 de diciembre de 2010, 16:00 | Kenia           | 1:2 (0:2) | Etiopía                 | Estadio Benjamin Mkapa, Dar Es Salaam |  |
|                               | Fred Ajwang 85' |           | Shimelis Bekele 25' 45' |                                       |  |

| 4 de diciembre de 2010, 14:00 | Malawi            | 1:1 (1:0) | Etiopía        | Estadio Benjamin Mkapa, Dar Es Salaam |                               |
|                               | Henry Kabichi 27' |           | Umed Ukuri 70' | Asistencia: 6900 espectadores         | Asistencia: 6900 espectadores |

| 5 de diciembre de 2010, 16:00 | Uganda                                          | 2:0 (0:0) | Kenia | Estadio Benjamin Mkapa, Dar Es Salaam |                                |
|                               | Emanuel Okwi 81' · Andrew Mwesigwa 90+2' (pen.) |           |       | Asistencia: 10200 espectadores        | Asistencia: 10200 espectadores |

## Cuartos de final
| 7 de diciembre de 2010, 14:00 | Zambia          | 1:2 (0:2) | Etiopía                                   | Estadio Benjamin Mkapa, Dar Es Salaam |                               |
|                               | Felix Sunzu 59' |           | Brian Mulenga 17' ((ag)) · Umed Ukuri 37' | Asistencia: 9500 espectadores         | Asistencia: 9500 espectadores |

| 7 de diciembre de 2010, 16:00 | Costa de Marfil    | 1:0 (0:0) | Malawi | Estadio Benjamin Mkapa, Dar Es Salaam |  |
|                               | Kipre Tchetche 80' |           |        |                                       |  |

| 8 de diciembre de 2010, 14:00 | Uganda                                       | 2:2 (1:1) | Zanzíbar                            | Estadio Benjamin Mkapa, Dar Es Salaam |  |
|                               | Mike Sserumaga 13' · Emanuel Okwi 47' (pen.) |           | Mcha Khamis 37' · Aggrey Morris 87' |                                       |  |

"Uganda ganó 5-3 en penales"
| 8 de diciembre de 2010, 16:00 | Tanzania                     | 1:0 (0:0) | Ruanda | Estadio Benjamin Mkapa, Dar Es Salaam |                                |
|                               | Shadrack Nsajigwa 62' (pen.) |           |        | Asistencia: 17800 espectadores        | Asistencia: 17800 espectadores |

## Semifinales
| 10 de diciembre de 2010, 14:00 | Etiopía | 0:1 (0:0) | Costa de Marfil    | Estadio Benjamin Mkapa, Dar Es Salaam |                               |
|                                |         |           | Kipre Tchetche 72' | Asistencia: 7400 espectadores         | Asistencia: 7400 espectadores |

| 10 de diciembre de 2010, 16:00 | Uganda | 0:0 (3:5 p.) | Tanzania | Estadio Benjamin Mkapa, Dar Es Salaam |  |
|                                |        |              |          | Asistencia: 19000 espectadores        |  |

## Tercer lugar
| 12 de diciembre de 2010, 14:00 | Etiopía                                   | 3:4 (2:1) | Uganda                                                                   | Estadio Benjamin Mkapa, Dar Es Salaam |  |
|                                | Umed Ukuri 2' 33' · Tesfaye Alebachew 67' |           | Henry Kisseka 5' · Emanuel Okwi 48' · Tony Mawejje 53' · Sula Matovu 72' |                                       |  |

## Final
| 12 de diciembre de 2010, 16:00 | Tanzania                     | 1:0 (1:0) | Costa de Marfil | Estadio Benjamin Mkapa, Dar Es Salaam |                                |
|                                | Shadrack Nsajigwa 41' (pen.) |           |                 | Asistencia: 24500 espectadores        | Asistencia: 24500 espectadores |

| Tanzania         |
| Campeón Tanzania |
| Tercer título    |